# Gaztedi Rugby Taldea
El Gaztedi Rugby Taldea es un equipo de rugby de la ciudad de Vitoria (Álava) España. Su primer equipo senior compite actualmente en División de Honor B. Es el único conjunto de esta disciplina deportiva de su ciudad.

## Historia
El equipo se fundó en 1977. Para sus entrenamientos y competiciones se usan los campos de rugby de Lakua y el de Gamarra.
El equipo cuenta con una amplia cantera de jóvenes en su escuela de rugby, además de las categorías cadete, juvenil, femenino y senior.
Lleva realizándose desde 2010 un proyecto de inclusión en el rugby. Se ha creado un equipo inclusivo de rugby con personas con síndrome de Down y otras discapacidades. En 2012 la iniciativa cobró vida y es considerada como una de las primeras en llevarse  a cabo en España. En 2014 el proyecto inclusivo del Gaztedi fue llevado a un documental. En 2015 se celebró en Bradford (Reino Unido) el primer torneo internacional de rugby inclusivo, en el que el Gaztedi Rugby Taldea consiguió el trofeo al espíritu inclusivo, uno de los dos trofeos del campeonato.